# Léon Guérin (1841-1901)
Pour les articles homonymes, voir Léon Guérin et Guérin.
Léon Guérin est un homme politique français né le 21 mai 1841 à Vitry-le-François (Marne) et décédé le 21 octobre 1901 à Paris.
Petit-fils d'un baron, colonel d'Empire, fils du général Achille Guérin, il entre dans l'armée. Il est capitaine en 1873 et chef de bataillon en 1885. Après son départ de l'armée en 1892, il est député de la Manche de 1893 à 1901, siégeant au centre-Gauche. Il est très actif au sein de la commission de l'armée, dont il est vice-président. 

## Sources
- « Léon Guérin (1841-1901) », dans le Dictionnaire des parlementaires français (1889-1940), sous la direction de Jean Jolly, PUF, 1960 [détail de l’édition]